# Sarah Maddison
Sarah Maddison ist eine Politikwissenschaftlerin, die als Professorin an der australischen University of Melbourne forscht und lehrt. 2018/2019 amtierte sie als Präsidentin der Australian Political Studies Association.

## Werdegang und Wirken
Maddison studierte an der University of Technology, Sydney und an der University of Sydney, wo sie zur Ph.D. promoviert wurde. Das Certificate in University Learning and Teaching erhielt sie von der University of New South Wales, wo sie von 2004 bis 2014 lehrte. Seit 2015 ist sie Professorin an der University of Melbourne.
2018 war sie Mitbegründerin der Forschungseinheit Indigenous-Settler Relations Collaboration. Sie forscht und publiziert zu Themen der interkulturellen Beziehungen, des Siedlerkolonialismus, indigener Politik, Geschlechterpolitik, soziale Bewegungen und Demokratie.

## Schriften (Auswahl)
- Black politics. Inside the complexity of Aboriginal political culture.  Allen & Unwin, Crows Nest 2009, ISBN 978-1-741-75698-2.
- Beyond white guilt. The real challenge for black-white relations in Australia. Allen & Unwin, Crows Nest 2011, ISBN 978-1-742-37328-7.
- Mit Richard Denniss: An introduction to Australian public policy. Theory and practice. 2. Auflage, Cambridge University Press, New York 2013, ISBN 978-1-107-65825-7.
- Conflict transformation and reconciliation. Multi-level challenges in deeply divided societies. Routledge, Taylor & Francis Group, Abingdon/New York 2016, ISBN 978-0-415-71159-3.
- The colonial fantasy. Why white Australia can't solve black problems. Allen & Unwin, Sydney 2019, ISBN 978-1-760-29582-0.